# ロバート・デスコート・アトキンソン
ロバート・デスコート・アトキンソン（Robert d'Escourt Atkinson、1898年4月11日 - 1982年10月28日）は、イギリスの天体物理学者である。1920年代末に恒星の熱エネルギー源が熱核反応であることを提案した。
ウェールズに生まれた。オクスフォード大学、ドイツのゲッティンゲン大学で学んだ。1937年にイギリスに戻り、グリニッジ天文台の主任助手となる。戦時研究で2年ほど天文台を離れるが、1964年まで、グリニッジ天文台で働いた。1960年に王立天文学会からエディントン・メダルを受賞した。
小惑星アトキンソンは彼にちなんで命名されている。